# Karl Otfried Müller
Karl Otfried Müller (ur. 28 sierpnia 1797 w Brzegu, zm. 1 sierpnia 1840 w Atenach) – niemiecki filolog klasyczny i archeolog, w badaniach historii i kultury antycznej uwzględniał wiele aspektów – od religii i mitologii, przez archeologię i filologię, po filozofię i prawo – przez co uważany był za jednego z najważniejszych badaczy starożytności w I poł. XIX w. na terenie Niemiec.

## Życiorys
Karl Otfried Müller urodził się 28 sierpnia 1797 roku w Brzegu jako najstarszy syn w rodzinie pastora Karla Daniela Müllera (1773–1858) i jego żony Juliane (1774–1858) . Miał siostrę i trzech braci , m.in. Juliusa (1801–1878) – teologa i Eduarda (1804–1875) – filologa .
W 1806 roku rozpoczął naukę w gimnazjum, po czym w 1814 roku zaczął studiować filologię klasyczną i filozofię na uniwersytecie we Wrocławiu . Studiował również historię, języki orientalne (hebrajski i syryjski), matematykę i botanikę . Jego nauczycielami byli m.in. Henrich Steffens (1773–1845) i Ludwig Friedrich Heindorf (1774–1816) .
Müller zaczął interesować się antykiem po przeczytaniu dzieła Römische Geschichte autorstwa Bartholda Georga Niebuhra (1776–1831), które zainspirowało go do napisania pierwszej pracy naukowej na temat legendarnego króla Rzymu – Numy . W 1816 roku przeniósł się na Uniwersytet Humboldtów w Berlinie, gdzie studiował u Augusta Böckha (1785–1867) . Böckh był głównym przedstawicielem nurtu antykwaryczno-historycznego – tzw. filologii rzeczowej (niem. Sachphilologie), która kładła nacisk na badania emipiryczne . Po trzech semestrach studiów Müller uzyskał tytuł doktora na podstawie dwóch pierwszych rozdziałów pracy Aegineticorum liber (1817) .
Po studiach Müller pracował jako nauczyciel we wrocławskim gimnazjum – Maria-Magdalenen-Gymnasium. W okresie tym powstała książka Orchomenos und die Minyer (1820), która miała być pierwszym tomem pracy o historii Grecji Geschichte hellennischen Stämme und Städte i podstawą do habilitacji na uczelni wrocławskiej . Jednak w 1819 roku Müller otrzymał stanowisko profesorskie na Uniwersytecie w Getyndze . Oprócz filologii klasycznej miał również wykładać archeologię, którą wcześniej się nie zajmował . Rząd hanowerski sfinansował mu wówczas 2,5-miesięczny pobyt w Dreźnie, by mógł studiować tamtejsze zbiory antyczne . Tam poznał Johanna Samuela Erscha (1766–1828) pracującego nad encyklopedią Allgemeine Encyclopädie der Wissenschaften und Künste, dla której Müller napisał wiele haseł . Müller nauczał na Uniwersytecie w Getyndze przez 20 lat (1819–1839) .
W 1823 roku uzyskał profesurę zwyczajną  i członkostwo w Pruskiej Akademii Nauk.
W 1824 roku odrzucił ofertę pracy na Uniwersytecie Humboldtów . W tym samym roku poślubił Pauline Hugo, córkę prawnika Gustava von Hugo (1764–1844), z którą miał czworo dzieci .
W 1825 roku został kustoszem zbiorów odlewów gipsowych biblioteki w Getyndze – kolekcji zapoczątkowanej przez Christiana Gottloba Heyne'a (1729–1812) . W 1831 roku Müller został członkiem Senatu Akademickiego  a w 1832 roku otrzymał tytuł radcy dworu . W 1837 roku, jako profesor retoryki, wygłosił mowę inauguracyjną z okazji 100. rocznicy powstania uczelni w Getyndze .
W 1837 roku Müller podzielał poglądy „getyńskiej siódemki” – grupy siedmiu profesorów protestujących przeciwko zniesieniu konstytucji przez króla Hanoweru Ernesta Augusta, lecz początkowo nie brał udziału w proteście 18 listopada 1837 roku . W grudniu, po zwolnieniu „getyńskiej siódemki” z uczelni Müller wraz z pięcioma innymi profesorami rozpoczął kolejny protest . Müller spodziewał się również zwolnienia, do którego jednak nie doszło .
W 1839 roku uzyskał urlop na uczelni i wyjechał w podróż badawczą do Włoch i Grecji . W 1840 roku prowadził prace w Atenach, na Peloponezie a później wraz z Ernstem Curtiusem (1814–1896) i Adolfem Schöllem (1805–1882) brał udział w wykopaliskach w Delfach . Pracował w ruinach świątyni Apollina, gdzie badał inskrypcje . Podczas prac w upale osłabł z sił i musiał przerwać badania . Osłabiony odwiedził jeszcze wyrocznię Trofoniosa w Labadei . Czuł się coraz gorzej i z trudem dotarł do Teb, skąd został przetransportowany do Aten, gdzie zmarł 1 sierpnia 1840 roku . Niektóre źródła podają, że zmarł w wyniku zapalenia mózgu .

## Działalność
Müller zajmował się wieloma aspektami historii i kultury antycznej – od religii i mitologii, przez archeologię i filologię, po filozofię i prawo . Opracował wyjątkowo precyzyjne prace z zakresu starożytnej topografii, kartografii i geografii . Jego zainteresowanie naukowe skupiały się na Grecji, lecz zajmował się również Etruskami, Rzymianami, Egipcjanami, a nawet Indianami . W  I poł. XIX w. uważany był za jednego z najważniejszych badaczy starożytności na terenie Niemiec .
Jego najważniejszym dziełem było Geschichten Hellenischer Stämme und Städte (pol. „Historie greckich ludów i miast”) (1820–1824), które przedstawiało historię kultury cywilizacji starożytnej Grecji, łącząc metody historyczne i badania mitów . Prolegomena zu einer wissenschaftlichen Mythologie  (1825) dała początek naukowym badaniom mitów .

### Publikacje
Od 1820 roku Müller napisał ponad 450 książek, esejów i recenzji, m.in.  :
- 1820–1824 – Geschichten Hellenischer Stämme und Städte
  - Erster Band: Orchomenos und die Minyer, 1820
  - Zweiter und dritter Band: Die Dorier, 1824
- 1825 – Über die Wohnsitze, die Abstammung und ältere Geschichte des Makedonischen Volkes
- 1825 – Prolegomena zu einer wissenschaftlichen Mythologie
- 1828 – Die Etrusker
- 1830 – Handbuch der Archäologie der Kunst
- 1832 – Denkmäler der alten Kunst
- 1833 – Aischylos Eumeniden, griech. und deutsch, mit erläuternden Abhandlungen über die äußere Darstellung und den Inhalt und die Composition dieser Tragödie
- 1840 – A History of Literature of Ancient Greece